# قلعه راکسبرا

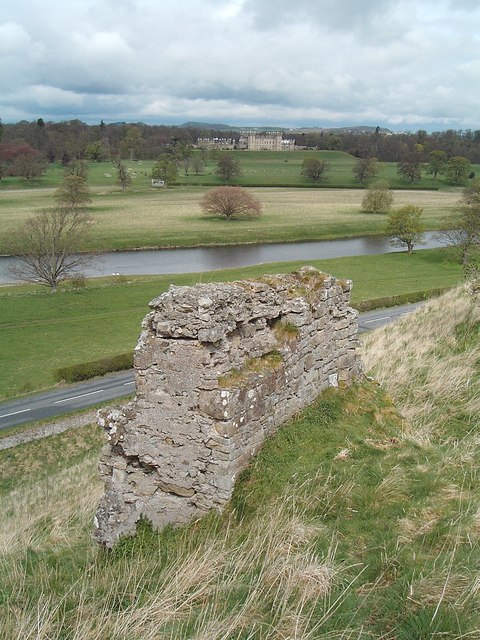
ویرانه‌های قلعهٔ راکسبرا و قلعهٔ فلورز در پس‌زمینه

نقاشی از ویرانه‌های قلعه راکسبر در ۱۹۲۰

قلعه راکسبرا (انگلیسی: Roxburgh Castle) قلعهٔ سلطنتی ویران‌شده‌ای در منطقٔ اسکاتیش بوردرز اسکاتلند است که بر برخوردگاه رود توئید و رود تویوت اشراف دارد. این قلعه و محوطهٔ اطراف آن به شهرک سلطنتی راکسبورگ بدل شد که اقوام اسکات قلعه و شهرک را پس از تصرف در سال ۱۴۶۰ میلادی با خاک یکسان کردند. ویرانه‌های آن امروزه در محوطهٔ قلعه فلورز مقر دوک راکسبرا در طرف مقابل رودخانه در کلسو، اسکاتیش بوردرز قرار دارد.